# 울주 대곡리 공룡발자국 화석
대곡리공룡발자국화석(大谷里恐龍足印化石)은 울산광역시 울주군 언양읍의 경상 누층군 대구층에 있는 중생대 백악기의 공룡발자국 화석이다. 2000년 11월 9일 울산광역시의 문화재자료 제13호로 지정되었다.

## 개요
이곳의 공룡발자국 화석은 약 1억년 전의 전기 백악기 시대에 살았던 공룡들의 것으로 보인다. 당시의 공룡들은 아열대 기후 아래 우기와 건기가 반복되고 열대 무역풍이 영향을 미치는, 사바나 지역의 하천평야 일대에서 살았던 것으로 알려져 있다.
대곡천에는 여러 장소에서 공룡발자국이 확인되지만, 이곳의 공룡발자국 화석은 보존상태가 가장 양호한 것이다. 이곳의 공룡발자국은 약 100m3 넓이의 바위에 새겨져 있는데, 용각류 팔용과에 속하는 것(60톤급)과 조각류 이구아나과에 속하는 것(고성룡족인) 등 24여 개다. 일정한 방향으로 걸어가는 모습으로 남아있는 것으로 보아 공룡들은 이 일대를 평화롭게 배회했음을 짐작할 수 있다.
이곳의 지층은 경상 분지 경상 누층군 하양층군 사연리층(대구층) 중회색 사질이암층에 속하며, 이 공룡발자국 화석은 지질시대 울산지역에 대한 자연사 연구의 귀중한 자료가 된다.
2018년 울주 대곡리 반구대 암각화(35°36.255' N, 129°10.706' E)에 드러난 하부 대구층에서 코리스토데라(Choristodera)의 발자국 생흔화석이 발견되었다. 생흔화석 자체에는 노바페스 울산엔시스(Novapes ulsanensis)라는 생흔화석명이 부여되었다. 화석이 발견된 곳 일대에는 약 80여 개의 용각류, 수각류, 조각류, 익룡 그리고 무척추동물의 흔적 화석과 함께 건열과 연흔, 우흔 등의 퇴적 구조가 발견되어 대구층 퇴적 당시의 강한 계절성을 보이는 반건조 기후를 지시한다..

## 같이 보기
- 울산광역시의 지질
- 경상 누층군 대구층
- 천전리공룡발자국화석

## 참고 자료
- 대곡리공룡발자국화석 - 국가유산청 국가유산포털

1. ↑  Lee, Yuong-Nam; Kong, Dal-Yong; Jung, Seung-Ho (2020년 12월). “The first possible choristoderan trackway from the Lower Cretaceous Daegu Formation of South Korea and its implications on choristoderan locomotion”. 《Scientific Reports》 (영어) 10 (1): 14442. doi:10.1038/s41598-020-71384-1. ISSN 2045-2322.